# Spalacopsis
Spalacopsis is een kevergeslacht uit de familie van de boktorren (Cerambycidae). De wetenschappelijke naam van het geslacht werd voor het eerst geldig gepubliceerd in 1842 door Newman.

## Soorten
Spalacopsis omvat de volgende soorten:
- Spalacopsis chemsaki Tyson, 1973
- Spalacopsis filum (Klug, 1829)
- Spalacopsis fusca Gahan, 1892
- Spalacopsis grandis (Chevrolat, 1862)
- Spalacopsis howdeni Tyson, 1970
- Spalacopsis lobata Breuning, 1942
- Spalacopsis macra Tyson, 1973
- Spalacopsis ornatipennis Fisher, 1935
- Spalacopsis phantasma Bates, 1885
- Spalacopsis protensa (Pascoe, 1871)
- Spalacopsis similis Gahan, 1892
- Spalacopsis spinipennis Fisher, 1936
- Spalacopsis stolata Newman, 1842
- Spalacopsis suffusa Newman, 1842
- Spalacopsis texana Casey, 1891
- Spalacopsis unicolor Tyson, 1973
- Spalacopsis variegata Bates, 1880